# Гриценко Микола Миколайович
Микола Миколайович Грице́нко (нар. 20 травня 1856, Кузнецьк — пом. грудень 1900, Ментона) — російський художник-пейзажист. Зять Павла Третьякова.

## Біографія
Народився 8 [20] травня 1856 року в місті Кузнецьку Томської губернії Російської імперії (нині місто Новокузнецьк Кемеровської області Російської Федерації) в сім'ї окружного лікаря. Коли йому виповнилось 6 років, його родина переїхала до Томська, де він закінчив Томську губернську гімназію. Впродовж 1875—1880 років навчався в Інженерному училищі імператора Миколи I в Кронштадті. У 1880—1894 перебував на службі у військово-морському флоті. Одночасно впродовж 1885—1887 років в якості вільного слухача відвідував Перербурзьку академію мистецтв; користувався порадами Льва Лагоріо.
У 1887—1889 і 1891—1894 роках за відрядженням Морського міністерства жив в Парижі, де працював під керівництвом Олексія Боголюбова, а також в майстерні Фернана Кормона. У 1880-х — першій половині 1890-х брав участь у ряді закордонних плавань на військових кораблях «Володимир Мономах», «Стрілець», в тому числі у 1889—1890 роках в навколосвітньому плаванні на броненосці «Крейсер». З липня 1890 року по серпень 1891 року на фрегаті «Пам'ять Азова» супроводжував спадкоємця російського престолу великого князя Миколу Олександровича в його подорожі на Схід — в Грецію, Єгипет, Індію, на острови Цейлон і Ява, Японію, Далекий Схід Росії. У першій половині 1890-х здійснив ряд поїздок по Франції; працював в Нормандії, Бретані, на півдні країни. Відвідав Голландію, Італію.
У 1894 році був призначений художником Морського міністерства. У тому ж році одружився з дочкою Павла Третьякова Любов'ю Павлівною, після чого жив переважно в Москві. Періодично здійснював поїздки по Росії (Приволжжя, Кавказ, Крим, Сибір) і до Франції. Через хворобу переїхав до Франції де і помер у місті Ментоні у грудні 1900 року. Похований в Ментоні.

## Творчість
Працював переважно як пейзажист, мариніст. Серед робіт:
- «Прибуття до Кронштадта президента Фпанції Фелікса Фора» (1897);
- «Вид Москви з дзвіниці Івана Великого» (1897);
- «Руїни храму Діани Таврійської в селищі Партенід. Крим» (1899);
- «У нас в селі» (1899);
- 9 пейзажів Севастополя (1899).

Брава участь в художніх виставках з 1886 року, експонував свої роботи:
- на академічних виставках (1886—1894);
- в Паризькому Салоні (1888—1899, з перервами);
- на виставках Санкт-Петербурзького об'єднання художників (1894—1896);
- на виставках Товариства російських акварелістів (1895—1899;
- на виставках Московського товариства любителів мистецтва (1897—1900);
- на виставках Товариства виставок художників-передвижників (1897—1900).

Також взяв участь у Всесвітніх виставках у Парижі (1889, 1900; в 1900 році нагороджений бронзовою медаллю), у Всеросійській промисловій і сільськогосподарській виставці в Нижньому Новгороді у 1896 році. Провів персональні виставки в Санкт-Петербурзі у 1894 році та Парижі у 1896 році. В 1902 році в Петербурзі пройшла виставка пам'яті художника. 
Роботи художника знаходяться у багатьох музейних колекціях, серед яких Державна Третьяковська галерея, Державний Російський музей, Державний музей образотворчих мистецтв імені О. С. Пушкіна та інші.
|  |  |  |  |  |

## Нагороди
- Орден Святої Анни ІІІ-го ступеня;
- Орден Корони Таїланду IV-го класу (за подорож на Схід);
- Орден Священного скарбу IV-го ступеня (за подорож на Схід);
- Орден Почесного легіону (8 грудня 1900)[2].

## Вшанування
2 липня 2006 року в Новокузнецьку на території Кузнецької фортеці (на казармі) до 150-річчя від дня народження художника була урочисто відкрита меморіальна дошка.